# Resolutie 1246 Veiligheidsraad Verenigde Naties
Resolutie 1246 van de Veiligheidsraad van de Verenigde Naties werd unaniem door de Veiligheidsraad van de Verenigde Naties aangenomen op 11 juni 1999, en richtte de UNAMET-missie in Oost-Timor op.

## Achtergrond
Nadat Portugal zijn kolonies losgelaten had, werd Oost-Timor eind 1975 na een korte burgeroorlog onafhankelijk. Korte tijd later viel Indonesië het land binnen en brak een oorlog uit, waarna Oost-Timor werd ingelijfd. In 1999 stemde Indonesië in met een volksraadpleging over meer autonomie of onafhankelijkheid, waarop het merendeel van de bevolking voor de tweede optie koos.

## Inhoud
De Veiligheidsraad herinnerde aan de akkoorden met Indonesië en Portugal over de volksraadpleging in Oost-Timor. Secretaris-generaal Kofi Annan rapporteerde dat de situatie aldaar extreem gespannen bleef. Verschillende strijdende partijen moesten dringend verzoend worden.
De Veiligheidsraad stemde in met de oprichting van de VN-Missie in Oost-Timor. Het mandaat van deze missie was om de volksraadpleging op 8 augustus te organiseren om te zien of de Oost-Timorezen een voorstel over speciale autonomie binnen Indonesië aanvaarden of afwijzen, wat tot de afscheiding van Indonesië zou leiden. De missie werd opgericht voor een periode tot 31 augustus en omvatte ook tot 280 politieagenten om de Indonesische politie te adviseren en toe te zien op het transport van de stembiljetten. Verder omvatte de missie vijftig verbindingsofficieren om contact te houden met het Indonesische leger.
De missie moest bestaan uit de volgende componenten:
a. Een politiek component om toe te zien op de politieke vrijheid,
b. Een verkiezingscomponent voor alle activiteiten met betrekking tot registratie van kiezers en de stembusgang,
c. Een informatiecomponent om de bevolking objectief te informeren over het autonomievoorstel.
Ten slotte werden alle daden van geweld veroordeeld en opgeroepen de wapens neer te leggen. De partijen werden opgeroepen te zorgen dat de volksraadpleging goed kon verlopen en iedereen kon deelnemen.

## Verwante resoluties
- Resolutie 389 Veiligheidsraad Verenigde Naties (1976)
- Resolutie 1236 Veiligheidsraad Verenigde Naties
- Resolutie 1257 Veiligheidsraad Verenigde Naties
- Resolutie 1262 Veiligheidsraad Verenigde Naties

Lijst ·  1220 ·  1221 ·  1222 ·  1223 ·  1224 ·  1225 ·  1226 ·  1227 ·  1228 ·  1229 ·  1230 ·  1231 ·  1232 ·  1233 ·  1234 ·  1235 ·  1236 ·  1237 ·  1238 ·  1239 ·  1240 ·  1241 ·  1242 ·  1243 ·  1244 ·  1245 ·  1246 ·  1247 ·  1248 ·  1249 ·  1250 ·  1251 ·  1252 ·  1253 ·  1254 ·  1255 ·  1256 ·  1257 ·  1258 ·  1259 ·  1260 ·  1261 ·  1262 ·  1263 ·  1264 ·  1265 ·  1266 ·  1267 ·  1268 ·  1269 ·  1270 ·  1271 ·  1272 ·  1273 ·  1274 ·  1275 ·  1276 ·  1277 ·  1278 ·  1279 ·  1280 ·  1281 ·  1282 ·  1283 ·  1284